# 沈正功
沈正功（1910年—？），男，热河（今辽宁）北票人，中国兵工专家，曾任华东工程学院教授、副院长，第三届全国人大代表，第五届全国政协委员。